# جابورا
جابورا (به پرتغالی: Jaborá) یک منطقهٔ مسکونی در برزیل است که در سانتا کاتارینا واقع شده‌است. جابورا ۳٬۹۱۸ نفر جمعیت دارد.